# Solitosculum congicum
Solitosculum congicum är en stekelart som beskrevs av Heinrich 1967. Solitosculum congicum ingår i släktet Solitosculum och familjen brokparasitsteklar. Inga underarter finns listade i Catalogue of Life.